# Manute Bol
Manute Bol (16. října 1962, Turalei — 19. června 2010, Charlottesville) byl súdánský basketbalista. Měřil 231 cm a byl tak nejvyšším hráčem v historii National Basketball Association.
Pastevec z kmene Dinků na sebe upozornil svojí výškou a během vojenské služby začal hrát košíkovou. V roce 1984 odešel do USA a startoval v univerzitní soutěži. V roce 1985 byl draftován do NBA, postupně hrál za Washington Bullets, Golden State Warriors, Philadelphia 76ers a Miami Heat. Během kariéry dosáhl 1599 bodů a zaznamenal 2086 úspěšných obranných bloků. Po skončení sportovní kariéry se věnoval charitativní činnosti, snažil se zprostředkovat jednání mezi znepřátelenými stranami v súdánské občanské válce a pomáhal válečným uprchlíkům. Zemřel ve věku 47 let na selhání ledvin v důsledku Stevens-Johnsonsova syndromu.